# Kato Lefkara
Kato Lefkara (gr. Κάτω Λεύκαρα) – wieś w Republice Cypryjskiej, w dystrykcie Larnaka. W 2011 roku liczyła 128 mieszkańców.